# Svenska Finlands Idrottsförbund
Svenska Finlands Idrottsförbund SFI r.f. är ett svenskspråkigt specialidrottsförbund i Finland som bedriver friidrott, cykelsport, kraftsport och simning. SFI bildades 1912, och har bland annat till uppgift att både administrera och arrangera läger- och tävlingsverksamhet inom respektive disciplin. SFI:s uppgift är även att tillhandahålla utbildningsmateriel på svenska för medlemsföreningarna. 
Svenska Finlands Idrottsförbund består idag av 6 cykelföreningar/sektioner, 3 friidrottsdistrikt (NÅID-Friidrott, ÅID-Friidrott och ÖID-Friidrott), 7 föreningar inom kraftsport och 9 simföreningar. SFI:s simverksamhet har mycket nära samverkansformer med det finskspråkiga simförbundet, Finska simförbundet. Enligt ett samarbetsavtal som har skrivits mellan SFI och Finska Simförbundet ingår alla simföreningar inom SFI parallellt under Finska Simförbundet.    
Inga uppgifter om det totala antalet medlemmar inom såväl medlemsföreningarna som i distriktförbunden finns tyvärr tillgängliga.

## Styrelsen, 2015
Svenska Finlands Idrottsförbunds ordförande år 2015 är Christine Suvanto.
- Cykelrådets ordförande är Björn Palm.
- Friidrottsrådets ordförande är Mikaela Ingberg.
- Kraftidrottsrådets ordförande är Magnus Häggblom.
- Simrådets ordförande är Peter Nieminen. [3].